# گرد حسنعلی بانو
گرد حسنعلی بانو مربوط به عصر مس است و در حومه اشنویه واقع شده و این اثر در تاریخ ۱ آذر ۱۳۴۴ با شمارهٔ ثبت ۴۷۱ به‌عنوان یکی از آثار ملی ایران به ثبت رسیده است.